# Joachim Bernhard Susemihl
Joachim Bernhard Susemihl (* 1788 in Patzig, Schwedisch-Vorpommern; † 20. Mai 1860 in St. Georgsberg, heute Ortsteil von Ratzeburg) war ein deutscher Verwaltungsjurist in dänischen Diensten.

## Leben
Joachim Bernhard Susemihl stammte aus einer mecklenburgischen Pastorenfamilie und war ein Sohn des Pastors in Patzig und späteren lutherischen Superintendenten von Wien, Johann Joachim Susemihl (1756–1797). Gustav Susemihl war sein jüngerer Bruder.
Er studierte Rechtswissenschaften an der Universität Kiel und trat nach seinem Examen 1811 in den Dienst der dänischen Regierung der Herzogtümer Schleswig-Holstein und Lauenburg. Zunächst Kanzleisekretär beim Holstein-Lauenburgischen Obergericht in Glückstadt, war er 1817 bis 1821 Regierungsassessor bei der Lauenburgischen Regierung in Ratzeburg sowie Sekretär der Landdrostei mit dem Titel Justizrat. 1822 wurde er Amtsschreiber und Zweiter Beamter im Amt Ratzeburg. 1827 stieg er zum Amtmann und Ersten Beamten des Amtes Ratzeburg auf; er bekleidete dieses Amt bis zu seinem Tod 1860. 1847 war er Teilnehmer am Germanistentag in Lübeck. 1850 wurde er Mitglied der Verfassungskommission für das Herzogtum Lauenburg; in der Verfassungsfrage vertrat er im Gegensatz zu seinem Bruder eine konservativ-reaktionäre Haltung.
Er war verheiratet mit Albertine Charlotte Friederike (1793–1833), geb. Boccius, einer Tochter des mecklenburg-strelitzischen Justizbeamten im Fürstentum Ratzeburg David Christian Boccius; seine Enkelin war die Malerin Martha Koepp-Susemihl.
Johann Detloff von Cossel wurde sein Nachfolger als Amtmann.

## Auszeichnungen
- Titel Wirklicher Etatsrat (1845)
- Dannebrogorden, Ritter (28. Juni 1840)
- Dannebrogsmann (1. Januar 1856)[3]

## Schriften
- Grundzüge der Politik. Untersuchungen über die wichtigsten bürgerlichen Angelegenheiten nach der Erfahrung. Aus dem Englischen des John Craig übersetzt. 3 Teile. Leipzig 1816
- Einige Nachricht von der Verfassung des Herzogthums Lauenburg. In: Kieler Blätter 4 (1817), S. 261-306